# Robert Henry Charles

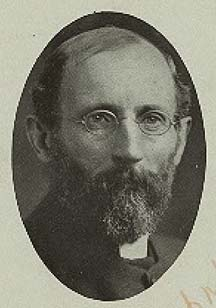
R. H. Charles

Robert Henry Charles (* 6. August 1855 in Cookstown, County Tyrone, Provinz Ulster; † 30. Januar 1931 in Westminster) war ein irisch-englischer Bibelwissenschaftler und Theologe.

## Leben
Robert Henry Charles war ein Sohn des nordirischen Arztes David Hughes Charles und seiner Frau Annie Elizabeth Allen. Er erhielt seine Ausbildung in Belfast am Queen’s College und in Dublin am Trinity College. 1883 wurde er ordiniert und wirkte in verschiedenen Londoner Kirchengemeinden als Priester. 1886 heiratete er Mary Lilias Bence-Jones (1851–1935); die Ehe blieb kinderlos. Von 1886 bis 1906 lehrte er als Professor für biblisches Griechisch am Trinity College in Dublin. Er wurde 1906 Fellow und Lektor der British Academy in London und 1910 am Merton College der Universität Oxford. 1925 war R. H. Charles der erste Gewinner der von der Britischen Akademie verliehenen Burkitt-Medaille für biblische Studien.
Charles ist vor allem bekannt für Übersetzungen apokrypher und pseudepigrapher Schriften sowie deren kritische Ausgaben, beispielsweise des Jubiläenbuches (1895), des Äthiopischen Henochbuches (1906) und der Testamente der zwölf Patriarchen (1908), welche weite Verbreitung fanden. Durch seine Arbeit wurde die zwischentestamentliche Literatur des antiken Judentums überhaupt einer breiten Öffentlichkeit zugänglich. Dies ermöglichte sowohl ein neues Verständnis des frühen Judentums jenseits seiner pharisäisch-rabbinischen Hauptströmung als auch die Wahrnehmung des Neuen Testamentes im Gesamtkontext seines religionsgeschichtlichen Umfeldes. Höhepunkt dieser Arbeit war die zweibändige Oxford-Ausgabe The Apocrypha and Pseudepigrapha of the Old Testament in English (1913), für die Charles als Hauptherausgeber fungierte und in die viele seiner eigenen Forschungsergebnisse einflossen. Er verfasste außerdem Standardkommentare zur Offenbarung des Johannes (2 Bände, 1920) und zum Buch Daniel (1929).
Charles war ab 1913 Kanoniker und ab 1919 Archidiakon an der Westminster Abbey. Infolge eines Verkehrsunfalls war er ab 1929 schwerbehindert und starb nach anderthalb Jahren Pflegebedürftigkeit in seinem Haus auf dem Gelände der Abtei. Er liegt zusammen mit seiner Frau auf der Nordseite des Kreuzgangs der Westminster Abbey begraben.

## Familie
Sein Bruder Havelock Charles (1858–1934) war britischer Generalmajor und Anatomieprofessor in Britisch-Indien und später der Leibarzt von König Georg V.